# Prostacycline
La prostacycline est un membre de la famille des lipides appelée les eicosanoïdes. La prostacycline synthétique, utilisée comme médicament, est aussi appelée époprostenol. Elle est produite naturellement par les cellules de l'endothélium par l'action de l'enzyme prostacycline synthétase sur la prostaglandine H2. Bien que la prostacycline soit considérée comme un médiateur indépendant, elle est appelée PGI2 (prostaglandine I2) dans la nomenclature des eïcosanoïdes, et est un membre des prostanoïdes (avec les prostaglandines et le thromboxane).
La prostaglandine PGH3 peut elle aussi subir l'action de la prostacycline synthétase et conduit alors à une autre prostacycline PGI3. Le terme 'prostacycline' réfère habituellement à la PGI2. La PGI2 est issue de l'acide arachidonique (oméga-6). La PGI3 est issu de l'acide eicosapentaénoïque (oméga-3).

## Propriétés pharmacologiques
La principale action de la prostacycline est d'empêcher l'agrégation des plaquettes. C'est aussi un vasodilatateur efficace. La prostacycline a des effets opposés au thromboxane, ce qui suggère un mécanisme homéostatique entre ces deux hormones en réponse à une lésion de l'endothélium d'un vaisseau sanguin.

## Indications thérapeutiques
Les analogues de la prostacycline sont utilisés dans l'hypertension artérielle pulmonaire. Cette maladie comporte souvent un déficit en prostacycline synthase dans les artères pulmonaires. Ils peuvent aussi être indiqués dans le traitement des ulcères artériels en cas d'ischémie grave.
- L'iloprost est utilisé comme vasodilatateur inhalé.
- L'époprosténol est utilisé en vasodilatateur perfusé. Il améliore les symptômes et les paramètres hémodynamiques[3] et probablement la durée de vie de ces patients[4],[5].
- Le tréprostinil est administrable en sous cutanée et donne des résultats comparables[6]. Une forme orale est disponible, avec une amélioration de la capacité à l'exercice des patients traités[7].
- Le sélexipag est un agoniste des récepteurs à la prostacycline.